# شير سكارليت
شير سكارليت (ولدت في 6 نيسان 1985) هي مهندسة برمجيات أمريكية، وناشطة في حقوق العمال، وكاتبة اشتهرت بتأسيس حملة #AppleToo. نظّمت جهود العاملين في شركات آبل، وآكتيفيجن بليزارد، وستاربكس.
تعاني سكارليت من الاضطراب ثنائي القطب، وقد عاشت صعوبات في حياتها المبكرة أدّت إلى تركها المدرسة الثانوية ومحاولة الانتحار عن طريق جرعة زائدة. مكّنَتها مهارات تطوير الويب التي تعلّمتها بنفسها في أواخر تسعينات القرن العشرين من تجاوز افتقارها للتعليم الرسمي وبناء مسيرة مهنية في هندسة البرمجيات بعد ولادة طفلها. دفعتها تجاربها وملاحظاتها في مهنة يهيمن عليها الذكور إلى أن تصبح مدافعة عن حقوق العمال ومنتقدة للتكنولوجيا والشركات الكبرى.
كانت سكارليت من القادة في حركة #AppleToo، التي جمعت وشاركت قصصًا عن سوء المعاملة من موظفي آبل الحاليين والسابقين، وكانت من مؤسسي اتحاد "آبل توغيذر"، وهو اتحاد تضامني، ولا تزال مستشارة فيه. كما قدمت شكاوى ضد شركة آبل إلى المجلس الوطني لعلاقات العمل (NLRB) وهيئة الأوراق المالية والبورصات الأمريكية. وبعد أشهر من النشاط في الشركة، استقالت سكارليت إثر ما تقول إنه تحرش وترهيب وانتقام تعرضت له، وذلك ضمن تسوية أُلغيت لاحقًا. في تشرين الأول 2024، وجّه المدعي في المجلس الوطني لعلاقات العمل اتهامًا إلى آبل بأنها فصلت سكارليت بشكل غير قانوني من خلال فصل بنية. وفي عام 2025، توصّلت شركة موزيلا إلى تسوية بخصوص تهم من المجلس الوطني لعلاقات العمل بأنها رفضت توظيف سكارليت بسبب نشاطها النقابي في آبل.
نجحت سكارليت في الضغط من أجل سن قوانين عمالية في ولاية واشنطن. كما دافعت عن مقترحات لمساهمي آبل تتعلق بالحقوق المدنية وبنود الكتمان، وكانت هذه أول مقترحات تُقر من قبل مساهمي الشركة منذ أكثر من عشر سنوات. وأدّى التدقيق في بنود الكتمان إلى إعادة هيكلة عقود العمل في آبل.

## الحياة المبكرة والتعليم
وُلدت سكارليت في والا والا، واشنطن، ونشأت في كيركلاند مع والدتها التي كانت تعمل في مجال البناء. وكان والدها وزوج والدتها غائبين في الغالب عن حياتها. توفيت إحدى شقيقاتها في سن الثلاثين عام 2018. تقول إنها نشأت في فقر، وتنحدر من فقر متعدد الأجيال في عائلة من عمال المزارع استقروا في شرق واشنطن وكانوا من أحفاد الألمان الفولغا.
التحقت بمدرسة خوانيتا الثانوية في أوائل الألفينات، وتقول إنها حصلت على نتيجة شبه كاملة في اختبار SAT. كانت سكارليت مهتمة بالعلوم وألعاب الفيديو، وتقول إنها أرادت أن تصبح عالمة وتذهب إلى الفضاء بعد أن شاركت في برنامج رواد الفضاء الصغار ودرست التكنولوجيا الحيوية أثناء دراستها. علّمت نفسها البرمجة أثناء المرحلة الإعدادية، وأنشأت موقعًا إلكترونيًا لنقابتها في لعبة إيفركويست، واستمرت في تجارب تطوير الويب على منصة التدوين "لايف جورنال".
تعرّضت سكارليت للإيذاء الجنسي في سن مبكرة، وعندما كانت في المدرسة الثانوية بدأت في مكافحة الإدمان على المخدرات، وانتهى بها الأمر إلى ترك المدرسة. كما تعرضت لحادثة استغلال جنسي تجاري في عام 2005، مما قادها إلى محاولة انتحار. قدّمت سكارليت لاحقًا معلومات إلى السلطات الفيدرالية أدت إلى اعتقال أحد الجناة في عام 2018. قبل بدء مسيرتها المهنية، عملت سكارليت كراقصة تعرٍّ، لكنها تقول إن حملها دفعها إلى تغيير حياتها.
كما عملت سكارليت في قطاع الخدمات، بما في ذلك نوبات ليلية في كريسبي كريم، أثناء طفولة ابنتها.

## المسيرة المهنية والنشاط

### 2007–2015
في عام 2007، عملت سكارليت لفترة وجيزة في وظيفة تطوير ويب لدى شركة عقارات. واصلت العمل كمطوّرة مستقلة حتى عام 2011، عندما تم توظيفها كمطوّرة ويب في صحيفة "يو إس أيه توداي"، حيث وصفها مديرها بأنها "مطوّرة موهوبة".

### أكتيفيجن بليزارد (2015–2016)
في عام 2015، تم توظيف سكارليت كمهندسة برمجيات في شركة آكتيفيجن بليزارد وعملت على منصة Battle.net الخاصة بهم. أثناء وجودها هناك، طرحت مسائل تتعلق بتمييز الأجور على أساس الجنس والتمييز الجنسي الذي لاحظته على قسم الموارد البشرية. قالت إن مديرها وهي طوّرا أول نظام تفاعلي للبطولات الرياضية الإلكترونية وواجهة برمجة التطبيقات لبيانات الرياضات الإلكترونية الخاصة بالناشر، وقال مديرها لصحيفة "واشنطن بوست" إنها "موظفة مدفوعة بشكل لا يصدق" و"تُظهر شغفًا في كل مشروع تعمل عليه ولا تتوقف حتى تتقنه".
غادرت سكارليت شركة بليزارد في عام 2016، وقدمت في عام 2021 شهادة إلى دائرة كاليفورنيا لتكافؤ فرص العمل ضمن دعوى قضائية تزعم وجود تمييز منهجي وتحرش جنسي وانتقام. شجعت سكارليت الآخرين على التقدم والإدلاء بشهاداتهم، وساعدت في توجيههم إلى الجهة المختصة، ودعمت لاحقًا إضرابًا. زعمت سكارليت في الدعوى المعدّلة أنها تعرضت للتحرش الجسدي من قبل أليكس أفرسيابي، مطور سابق للعبة وورلد أوف ووركرافت، خلال فعالية عمل، وقد تم وصفه بأنه "مثال صارخ" على "رفض شركة بليزارد التعامل مع متحرش بسبب منصبه الرفيع"، وقيل لها من قبل صديقة إن أفرسيابي قام بالأمر ذاته معها في العام السابق خلال فعالية بليزكون. تم فصل أفرسيابي في عام 2020.
تحدثت سكارليت علنًا عن ما وصفته بسوء معاملة الموظفات من خلال تدني الأجور والتحرش الجنسي والانتهاكات. وزعمت أنها كانت تتعرض للتوبيخ الظالم، واللمس غير اللائق، والتحرش الجنسي بشكل منتظم. ووصفت هي وآخرون السلوك المذكور في الدعوى بأنه كان مألوفًا ومقبولًا داخل الشركة، وقالت سكارليت: "هذا السلوك كان طبيعيًا ومحمِيًا هنا". قامت سكارليت بالكشف عن هوية مدير التكنولوجيا التنفيذي غير المُسمى في الدعوى وصرّحت في سلسلة تغريدات أنه بن كيلغور، وادّعت أنه كان موضوع العديد من الشكاوى بشأن سلوك غير لائق، بعضها تم الإبلاغ عنه للسلطات منذ سنوات. وقد تم تأكيد ذلك لاحقًا من قبل بلومبرغ وصحيفة وول ستريت جورنال. تم فصل كيلغور في عام 2018.
كما تحدثت عن ما وصفته بالتعامل غير السليم مع حادثة وقعت في عام 2018 عندما كشفت عن أحد مشرفي منتدى "أوفرواتش ليغ" غير مدفوعي الأجر، بأنه كان يحتفظ بمحتوى إباحي انتقامي ويوزعه. تمت إقالة المشرف من دوره دون إشعار، وأثارت شكاواه العلنية عن تعامل الشركة مع المتطوعين تعاطفًا واسعًا في المجتمع. بعد ساعات قليلة، كتبت سكارليت منشورًا على "ميديوم" تحدثت فيه عن تاريخها مع هذا المشرف، الذي يعود إلى عام 2012 عندما كانت تبث لعبة وورلد أوف ووركرافت عبر تويتش. أنكر المشرف في البداية الادعاءات، ثم تراجع عن إنكاره واعتذر. لاحقًا، حلت شركة بليزارد فرق الإشراف المجتمعية.
انتقدت سكارليت العمل في "وظيفة الأحلام" مثل بليزارد. وقالت إنه بسبب التضحيات التي يقدمها الموظفون للوصول إلى تلك الوظيفة، "تتجاهل كل ما يحدث لأنك تريد البقاء هناك بشدة" و"تتوقف عن رؤية الأمور السيئة على أنها سيئة". وقالت الشركة إنها تقدر شجاعة سكارليت في التحدث، وأكّدت أنها تعطي الأولوية للمساواة والسلامة في بيئة العمل.

### 2016–2020
انضمّت سكارليت إلى شركة وورلد وايد تكنولوجي في عام 2016، وعملت هناك حتى عام 2017، عندما تم توظيفها في ستاربكس كمهندسة برمجيات رئيسية، حيث كانت تعمل عن بُعد من منطقة سانت لويس الكبرى، ميزوري.
في ستاربكس، انضمت إلى حملة ناجحة لمعالجة فجوات الأجور القائمة على النوع الاجتماعي. وبعد مغادرتها في عام 2019 للعمل في شركة ويب فلو، كتبت عن ما زعمت أنه ممارسة لدى ستاربكس تتمثل في دفع أجور أقل للعاملين في المناطق ذات الأغلبية السمراء أو التي تضم نسبًا مرتفعة من الفئات الممثلة تمثيلًا ناقصًا.
واصلت الكتابة، مركّزةً على الدعوة إلى تحقيق المساواة في قطاع التكنولوجيا، وأصبحت مشرفة على موقع إلكتروني يُعنى بالتوازن الصحي بين العمل والحياة في مجال التقنية، 1x.engineer، وهو تلاعب لفظي بفكرة "المهندس ذو الإنتاجية المضاعفة" النمطية المعروفة بـ"10x engineer".

### أبل (2020–2021)
في نيسان 2020، بدأت سكارليت العمل كمهندسة برمجيات رئيسية في فريق أمن البرمجيات في شركة آبل، حيث كانت تعمل عن بُعد من سانت لويس، ولاحقًا من منطقة سياتل الحضرية.
بعد عام من انضمامها إلى الشركة، بدأت سكارليت الانخراط في النشاط العمالي من خلال منصة سلاك الداخلية للشركة، والتي تم تسريب محتوياتها مرارًا إلى وسائل الإعلام. أصبحت سكارليت أكثر الأصوات علنية وصراحة بشأن قضايا مكان العمل في آبل، وهي شركة نادرًا ما كان يتحدث موظفوها إلى وسائل الإعلام، خصوصًا بسبب ثقافتها "غير المسبوقة" في السرية. وقد نُسب الفضل إليها في إلهام الآخرين للتحدث علنًا، لكنها تعرضت أيضًا للانتقاد لأنها خرقت قواعد الشركة غير المكتوبة، مثل عدم التحدث عن آبل علنًا دون إذن.
قالت سكارليت إنه في حين طلب منها مئات الموظفين المساعدة في قضايا تتعلق بالمساواة في الأجور، والتمييز، وسياسات العمل عن بُعد التقييدية، إلا أنها كانت تُتهم أيضًا بأنها تدمر ثقافة الشركة. ووصفت سكارليت ثقافة آبل بأنها "أشبه بطائفة" و"تحرس نفسها بنفسها"، وتقوم على الولاء والسرية، مما يثني الموظفين عن الحديث علنًا. وقالت لصحيفة نيويورك تايمز: "لم ألتقِ أبدًا بأناس مرعوبين من الحديث ضد صاحب عملهم مثلما رأيت في آبل".
في أيلول 2021، تعرضت سكارليت لضغوط لتقديم طلب إجازة طبية، وقالت إن التحرش من زملائها أثّر على صحتها النفسية. وأضافت أنه أثناء مناقشة طلبها، طلبت منها آبل التوقف عن الحديث علنًا عن الشركة، وغرّدت بأن المسؤولين التنفيذيين قالوا إنها "تسبب لهم الكثير من الصداع". وقالت إنها شعرت بأنها مجبرة على الامتثال، ومنحت لاحقًا إجازة مدفوعة الأجر بدلًا من إجازة طبية.
وصفت سكارليت عدة حوادث من التحرش تعرّضت لها من زملاء في آبل، بما في ذلك رسالة بريد إلكتروني "خبيثة" من أحد زملائها لم تنجح في معالجتها عبر مدير الفريق، واتهامات بتسريب معلومات سرية، ورسائل كراهية مجهولة على منصات متعددة، ومشاركات فاحشة في استبيان الرواتب الذي أطلقته، وحادثة كشف معلوماتها الشخصية على منصة بلايند. وعلى الرغم من أن الشركة ساعدتها في اتخاذ تدابير أمنية، قالت سكارليت إن آبل ساهمت في تمكين الإساءة من خلال عدم إدانة السلوك.
في 19 تشرين الثاني 2021، وبعد عودتها لفترة قصيرة إلى العمل، قدّمت سكارليت استقالتها، مدعية لاحقًا أنها تعرّضت للعزل والترهيب والانتقام بعد تقديمها شكاوى إلى المجلس الوطني لعلاقات العمل وهيئة الأوراق المالية والبورصات الأمريكية ضد الشركة.

#### أنطونيو غارسيا مارتينيز
في أيّار 2021، غرّدت سكارليت بأنها شعرت بـ"التحطّم" بسبب توظيف أنطونيو غارسيا مارتينيز، وقالت إنها "تثق في القيادة للقيام بالشيء الصحيح". كان غارسيا مارتينيز قد كتب سابقًا في كتاب له أن النساء في منطقة باي "ضعيفات وناعِمات، مدلّلات وساذجات". قامت سكارليت بتحرير رسالة صاغتها مجموعة من الموظفين لإرسالها إلى الإدارة، أعربوا فيها عن رفضهم لهذا التوظيف باعتباره لا يتماشى مع سياسات آبل بشأن التنوع والشمول، وأرفقوا بها قائمة من المطالب.
بعد تسريب الرسالة إلى الصحافة، ظهرَت تغريدة سكارليت بشأن غارسيا مارتينيز في وكالة بلومبرغ، وقالت إن ذلك أدى إلى موجة من الإساءة ضدها، مبنية على افتراضات خاطئة بأنها هي من كتبت الرسالة.
قالت سكارليت إنها تلقت اتصالًا من قسم العلاقات العامة في الشركة، الذين بدا أنهم مهتمون فقط بكبح الدعاية السلبية. وقد صرحت لشبكة سي إن إن بأنها "تثق في ثقافة آبل"، لكن هذا التوظيف كان "يتناقض بشكل صارخ" مع قناعاتها. تم فصل غارسيا مارتينيز بسرعة، وعلّقت شركة آبل قائلة: "السلوك الذي ينتقص من الأشخاص أو يميز ضدهم بسبب هويتهم لا مكان له في آبل".

#### الدعوة إلى العمل عن بُعد
في حوالي حزيران 2021، خلال جائحة كوفيد-19، أعلنت آبل أنها ستطلب من معظم الموظفين العودة إلى العمل في المكاتب لعدة أيام في الأسبوع. ساعدت سكارليت في قيادة جهود الموظفين لتنظيم حملة للمطالبة بالسماح بمواصلة العمل عن بُعد.
غرّدت سكارليت عن أهمية العمل عن بُعد للموظفين ذوي الإعاقة، ومقدّمي الرعاية، والعاملين القادمين من بيئات فقيرة. كما شجعت بعض الزملاء على تقديم طلبات للحصول على تسهيلات بموجب قانون الأمريكيين ذوي الإعاقة لعام 1990 لمواصلة العمل من المنزل. وفي وقت لاحق، نشرت سكارليت على تويتر نموذج الإفراج الطبي الذي مُنح لها، والذي يتيح للشركة الوصول إلى السجلات الطبية المحمية عادة بموجب قانون نقل وحماية معلومات التأمين الصحي، مما جعلها هي وزملاءها يشعرون بعدم الارتياح.
ردت آبل على طلبات المجموعة بشأن سياسات أكثر مرونة للعمل عن بُعد بقولها إن "التعاون الحضوري أمر أساسي" لثقافة الشركة ومستقبلها. انتقدت سكارليت رد الشركة قائلة: "هناك هذه الفكرة بأن الناس يتزلجون على ألواح في أرجاء حرم الشركات التقنية ويتصادمون ويخترعون أشياء عظيمة. هذا ببساطة غير صحيح"، مشيرة إلى أن القوة العاملة في الشركة كانت موزعة في الأصل.
تم تأجيل خطط آبل للعودة إلى العمل عدة مرات لاحقًا بسبب ارتفاع حالات الإصابة بفيروس كوفيد-19.

#### حركة #AppleToo وتنظيم العمال
كانت سكارليت من القادة في حركة #AppleToo. في آب 2021، أطلقت استطلاعًا داخليًا للشفافية في الأجور داخل الشركة، وذلك بعد أن تم إحباط محاولات سابقة من موظفين آخرين. وقد تجاوز عدد المشاركات في الاستطلاع 3,000 مشاركة.
وبعد فترة وجيزة، أنشأت مجموعة من الموظفين موقعًا إلكترونيًا وصفحة على ميديوم، نشرت فيها سكارليت وجانيك باريش، وهي مديرة برامج في شركة آبل، تقارير مجهولة المصدر تتحدث عن سوء المعاملة، بما في ذلك الإساءة اللفظية والجنسية، والانتقام، والتمييز، وظروف العمل السيئة، وعدم المساواة في الأجور التي يعاني منها موظفو ومتعاقدو آبل. قالت سكارليت إن المجموعة تلقت أكثر من 600 قصة من الموظفين. وقد تم فصل باريش لاحقًا، وبدأت المجموعة بتنظيم نفسها بشكل رسمي أكثر تحت اسم "آبل توغيذر"، وهو اتحاد تضامني ساهمت سكارليت وباريش في تأسيسه، وظلّتا مستشارتين فيه حتى أيّار 2022.
قال المنظمون إنهم لا يتلقّون أجرًا عادلًا مقابل العمل الذي يقومون به، وإن الكثيرين منهم يكافحون من أجل البقاء. وصرّحت سكارليت لصحيفة واشنطن بوست: "إذا كانت أغنى شركة في العالم لا تدفع لموظفيها ما يكفي للعيش، فمن سيفعل؟"
قالت آبل إنها تثق في "الإطار الخاص بتطبيق والإشراف على التزاماتها بحقوق الإنسان"، وإنها "لطالما سعت إلى خلق بيئة عمل شاملة ومرحّبة حيث يتم احترام الجميع وقبولهم".
وقد أدت ادعاءات سكارليت المقدّمة إلى المجلس الوطني لعلاقات العمل، إلى جانب نشاط موظفين آخرين بشأن قضايا التنوع والشمول، إلى قيام مجموعة استثمار SOC، وإدارة الأصول تريليوم (TAM)، ونقابة موظفي الخدمات الدولية (SEIU) بتقديم اقتراح إلى المساهمين لإجراء "تدقيق في الحقوق المدنية". وقد استشهد الاقتراح بإحصائيات التنوع، وادعى أن الأعمال الخيرية العلنية التي تقوم بها الشركة في مجال العدالة العرقية لا تنعكس في قوتها العاملة، حيث ورد في الاقتراح: "ليس من الواضح كيف تخطط آبل لمعالجة التفاوت العرقي في قوتها العاملة". وقالت سكارليت إن سلوك الشركة "لا يعكس المهمة والقيم التي تُظهرها لمساهميها وللجمهور". وقالت إن الرسوم البيانية التي نشرتها على تويتر أظهرت اتجاهات "مقلقة"، مدّعية أن "الرجال البيض لديهم فرص أكبر بكثير للترقي داخل الشركة، وهم أكثر احتمالًا للعمل في وظائف تقنية". وأضافت أن زملاءها أرادوا "تحقيقًا من طرف ثالث في بيانات الرواتب، أو تدقيقًا يشارك فيه الموظفون أنفسهم".
أوصت شركة آبل المساهمين بالتصويت ضد الاقتراح، لكن في 4 آذار 2022، صوّت المساهمون لصالحه، ولأول مرة منذ عشر سنوات.
قالت آبل إنها تقوم بمراجعة التعويضات سنويًا وتحرص على الحفاظ على المساواة في الأجور، وإن السياسات والممارسات الحالية في الشركة تحقق بالفعل أهداف تدقيق الحقوق المدنية، وإن "المجتمعات الممثلة تمثيلًا ناقصًا تشكل ما يقرب من نصف القوى العاملة في الولايات المتحدة". وقد اعتُبر الاقتراح غير ملزم قانونيًا، لكن آبل وافقت على المضي قدمًا في التدقيق.
وبسبب الشكاوى التي قدّمتها سكارليت وباريش وغيرهما من موظفي آبل إلى المجلس الوطني لعلاقات العمل خلال عامي 2021 و2022، قدّمت SOC وTAM وSEIU اقتراحًا إضافيًا للمساهمين في أيلول 2022، يدعون فيه إلى إجراء "تقييم لحقوق العمال".

#### اتهامات مجلس العمل الفيدرالي
في 1 أيلول 2021، قدّمت سكارليت شكوى إلى المجلس الوطني لعلاقات العمل، متّهمة شركة آبل بانتهاك القانون من خلال منع الموظفين من مناقشة رواتبهم وجمع بيانات تهدف إلى دراسة الفجوات في الأجور على أساس العرق أو الجنس.
وفي تشرين الثاني من العام نفسه، توصّلت سكارليت والشركة إلى تسوية خارج إطار المجلس، بعد ما يقارب ثلاثة أشهر من ما وصفته سكارليت في تغريدة بأنه "صراع" مع الشركة، وشملت التسوية حصولها على تعويض يعادل راتب سنة واحدة، يتم تقاسمه مع محاميها، إضافة إلى سحب الشكوى، بشرط أن تُصدر آبل "تأكيدًا عامًا ومرئيًا" يُظهر أن الموظفين يمكنهم مناقشة ظروف العمل والرواتب بحرّية. وذكرت سكارليت في تغريدة أن هذا التأكيد كان واحدًا من أربعة مطالب وجّهتها إلى الشركة في 2 أيلول 2021.
وفي كانون الأول، قالت سكارليت إن آبل لم تُجري التعديلات التي طلبها المجلس الوطني لعلاقات العمل على التسوية، ولذلك تمّ رفض سحب الشكوى من قبل المجلس. وعلى الرغم من أن الشركة نشرت الإشعار المطلوب، إلا أنّ ذلك حدث فقط خلال أسبوع عيد الشكر، وهو الأسبوع الذي منحت فيه آبل عطلة لجميع الموظفين. ونتيجة لذلك، قالت سكارليت إن آبل لم تلتزم بالاتفاق، وإنها لن تتقدّم بطلب جديد لسحب الشكوى.
وفي كانون الثاني 2023، قرّر المجلس الوطني لعلاقات العمل أن ثلاثًا من شكاوى سكارليت لها أساس قانوني، واتّهم شركة آبل بمراقبة الموظفين بشكل غير قانوني، ومنع تنظيم العمال على وسائل التواصل الاجتماعي، وعرقلة مناقشات الرواتب في تشرين الأول 2024. كما وجّه المدّعي التابع للمجلس اتهامًا إلى آبل بما يُعرف بـ "الفصل البنّاء"، أي أنها أجبرت سكارليت على الاستقالة دون وجود مبرّر قانوني للفصل.
ووجد المجلس أن آبل طلبت من سكارليت التوقف عن النشر على وسائل التواصل الاجتماعي بخصوص الشركة، وضغطت عليها لأخذ إجازة مرضية. كما تم استجواب المشاركين في استطلاع الأجور حول علاقتهم بسكارليت والمشاركة في الاستطلاع، ووفقًا للشكوى، هدّد مديرون في آبل المشاركين في النشاط العلني والاستطلاع بالتخفيض من مناصبهم.
ووجّه المجلس كذلك اتهامات ضد آبل بفصل جانيك باريش بشكل غير قانوني، وفرض قواعد أخرى غير قانونية، من بينها إجبار الموظفين على توقيع عقود تحتوي على اتفاقيات عدم إفشاء غير قانونية، وهي نفس الاتفاقيات التي اضطرت سكارليت لتوقيعها عند مغادرتها الشركة.

#### الإبلاغ عن المخالفات
قدّمت إفيوما أوزوما، وهي مختصة في السياسات العامة، إلى جانب مجموعة "أوبن مايك" غير الربحية المتخصصة في حقوق المساهمين، وشركات الاستثمار ذات التأثير الاجتماعي "ويسل كابيتال" و"نِيا إمباكت كابيتال"، اقتراحًا للمساهمين في شركة آبل بشأن استخدام بنود السرّية في العقود.
وفي 25 تشرين الأول 2021، قدّمت سكارليت شكوى إلى لجنة الأوراق المالية والبورصات الأمريكية بصفتها مُبلِّغة عن المخالفات، بسبب تصريحات شركة آبل في رسالة "عدم اتخاذ إجراء" ادّعت فيها أن الشركة لا تستخدم اتفاقيات عدم الإفشاء في حالات التحرّش أو التمييز أو الأفعال غير القانونية الأخرى. وقد زوّدت سكارليت اللجنة، ولاحقًا شركة "نِيا"، بنسخة من اتفاقية الانفصال التي تضمنت بندًا من هذا النوع، وكانت قد رفضت التوقيع عليه. وزعمت في شكواها أن آبل حاولت إلزامها بوصف مغادرتها للشركة على أنها "قرار شخصي" بدلاً من القول إنها غادرت بيئة عمل عدائية. وقد رفضت لجنة الأوراق المالية والبورصات لاحقًا طلب آبل بعدم اتخاذ إجراء.
وأثناء مفاوضات التسوية مع آبل، طلبت سكارليت إدراج الصيغة التالية في الاتفاقية:
"لا يوجد في هذا الاتفاق ما يمنعك من مناقشة أو كشف معلومات عن أفعال غير قانونية في مكان العمل، مثل التحرّش أو التمييز أو أي سلوك آخر لديك سبب للاعتقاد بأنه غير قانوني"،
وهي صيغة مستمدة من قانون كان سيدخل حيّز التنفيذ في كاليفورنيا في كانون الثاني 2022. رفضت آبل ذلك في حينه، لكنها ذكرت لاحقًا في بيان توكيل أرسلته إلى لجنة الأوراق المالية والبورصات – أوصت فيه المساهمين بالتصويت ضد الاقتراح – أنها ستُدرج هذه الصيغة في جميع اتفاقيات الانفصال داخل الولايات المتحدة. وقد صوّت المساهمون بالموافقة على الاقتراح في 4 آذار 2022.
وفي كانون الأول 2022، أعلنت آبل أن المراجعة التي أُجريت كشفت عن حالات محدودة فقط تقيّد قدرة الأفراد على التحدث بشأن تصرفات غير قانونية، ووافقت على إزالة جميع بنود السرّية من جميع عقود العمل، كما تعهّدت طوعًا بعدم تنفيذ أي قيود سابقة.
تلقت سكارليت دفعة واحدة من أصل خمس دفعات من تعويض الانفصال البالغ 213,000 دولار، وتلقّت إشعارًا من آبل بأنها لن تدفع أتعاب محاميها، أو ما تبقى من تعويضات الانفصال وتكاليف التأمين الصحي (COBRA)، بزعم أنها "انتهكت مرارًا" اتفاقية عدم الإفشاء. كما ورد في الخطاب أن آبل "تحتفظ بحقها في المطالبة بتعويض مالي عن كل خرق منفصل"، وردّت سكارليت على ذلك بالقول: "ليس لديّ شيء ليأخذوه".
وفي مقال لها في صحيفة ذي أوليمبيان، شاركت سكارليت مع غريتشن كارلسون وجولي روغينسكي، اللتين سبق أن وقّعتا اتفاقيات عدم إفشاء في تسويات مع شبكة فوكس نيوز، الحديث عن الكلفة المالية للتحدث علنًا وعن الخسائر المهنية التي تعرضن لها، ودعين المشرّعين في واشنطن إلى تمرير قانون يُجرّم استخدام مثل هذه الاتفاقيات.
وقد أطلقت سكارليت حملة على منصة GoFundMe لجمع الأموال لتغطية أتعاب محاميها.
وبعد مغادرتها آبل في تشرين الثاني 2021، قبلت سكارليت وظيفة في مؤسسة تحالف رعاية السرطان في سياتل. وأثناء عملية التحقق من الخلفية، تبيّن أن آبل قد زوّدت قاعدة بيانات التحقق من العمل الخاصة بشركة "إكويفاكس" بمسمى وظيفي خاطئ لها، وهو "مساعدة"، ما أدى إلى تأخير في تعيينها، ثم سحب عرض العمل بالكامل. وصرّحت المحامية لوري بورغِس أن ممارسة تسجيل ألقاب وظيفية خاطئة، والتي تتبعها الشركة مع جميع الموظفين السابقين، قد تكون غير قانونية. وقدّمت سكارليت شكوى انتقامية إلى لجنة الأوراق المالية والبورصات، والتي يُقال إنها تخضع للتحقيق، إلى جانب شكواها السابقة، بعد أن دعا ثمانية مسؤولين من الولايات المختلفة اللجنة إلى النظر في ادعاءاتها.

### 2021–حتى الآن
تُشارك سكارليت في "لجنة عمّال التكنولوجيا" التابعة لـ "صندوق التضامن"، وهو صندوق طوارئ لدعم عمّال شركتي آبل ونتفلكس المشاركين في تنظيم الحملات العمالية. وقد أُنشئ الصندوق على يد ليز فونغ-جونز ومنظمة Coworker.org.
وعن الصندوق، قالت سكارليت:
"هناك حركة تضامن تحدث، وهناك مئات الأشخاص من أقسام مختلفة في الشركة يجتمعون لدعم الفئات الأكثر هشاشة".
في كانون الأول 2021، روّجت مجموعة "آبل توغيذر" للصندوق بهدف تشجيع الموظفين على الإضراب تضامنًا مع عمّال متجر بيع تابع لآبل في جاكسونفيل، فلوريدا. ووفقًا لجيس كَتش، المشاركة في تأسيس Coworker.org، أدى هذا النداء إلى زيادة فورية وكبيرة في التبرعات من موظفي آبل.
في أوائل عام 2022، ساعدت سكارليت العاملين في سلسلة ستاربكس ضمن حملة النقابات العمالية الممتدة من 2021 إلى 2022، بالتعاون مع نقابة "ووركرز يونايتد"، وهي نقابة تابعة لنقابة موظفي الخدمة. وأثناء انخراطها في تلك الحملة، تواصل معها موظف من متجر آبل في محطة غراند سنترال بنيويورك، وكان "في حالة من الإحباط" بعد أن فقدت لجنته النقابية شراكتها مع النقابة العمالية. فقامت سكارليت بربطهم باتصالها في نقابة ستاربكس، وفي 22 شباط 2022، صوّتت مجموعة "عمّال كشك الفواكه المتحدون" على الانضمام إلى النقابة.
وفي نيسان 2022، أعلن العمّال عن حملتهم رسميًا وبدأوا بجمع التواقيع لتقديم طلب تمثيل أمام المجلس الوطني لعلاقات العمل.
وفي آذار 2022، انضمّت سكارليت إلى استوديو الألعاب ControlZee للعمل على لعبة تُدعى dot big bang، وهي منصة لصنع الألعاب تسمح للمستخدمين ببناء ألعاب فيديو متعددة اللاعبين.
وفي الشهر نفسه، كانت سكارليت من بين خمسة باحثين خبراء شاركوا في تحقيق أجرته صحيفة فايننشال تايمز حول شركة "ياندكس" (Yandex) التي توصف بأنها "غوغل روسيا". ووجدت سكارليت وفريق الباحثين أن ياندكس تجمع وتخزن معلومات حساسة، مثل بصمة الجهاز وعنوان IP، داخل روسيا، وهو ما يسمح للكرملين قانونيًا بالمطالبة بالوصول إليها. وقد صرّحت ياندكس بأن هذه البيانات "نظريًا" يمكن أن تُستخدم من قبل السلطات الروسية لتحديد هوية الأفراد، لكنها زعمت أن ذلك سيكون "صعبًا للغاية".
وأشار الفريق إلى أن مستخدمي أكثر من 52,000 تطبيق – بما في ذلك تطبيقات الشبكات الخاصة الافتراضية (VPN) ومنصات المراسلة الآمنة التي أُطلقت خلال الغزو الروسي لأوكرانيا والموجهة نحو الأوكرانيين – لم يكونوا على علم بوجود برمجيات روسية خفية مضمّنة داخل حزمة تطوير برمجيات تُدعى AppMetrica، والتي تستغل صلاحيات ممنوحة لتطبيقات موثوقة.
وقالت سكارليت:
"كان المستخدمون يحاولون أن يكونوا أكثر حرصًا وسلامة، لكنهم في الواقع كانوا يجعلون أنفسهم أكثر عرضة للخطر".
بدأ هذا البحث من قبل زاك إدواردز، وهو باحث في منظمة Me2B Alliance غير الربحية، كجزء من حملة مراجعة أمنية للتطبيقات. وأعلنت شركات مثل "أوبرا"، التي تُدير متصفحًا للهواتف المحمولة، وبعض مطوري التطبيقات الآخرين، أنهم عطّلوا البرمجيات الضارة ويعملون على إزالتها بالكامل. من جانبها، قالت شركة غوغل إنها يمكن أن تفعل المزيد لإعلام المستخدمين بوجود حزم اس دي كيه، ووافقت على إجراء تحقيق في النتائج التي توصّل إليها الباحثون. أما شركة آبل، فنفت أن تكون هناك أي حزم اس دي كيه قادرة على جمع البيانات من دون علم المستخدم.

### اتهامات عمالية ضد شركة موزيلا
في نيسان 2022، أفادت صحيفة واشنطن بوست بأن سكارليت تعتقد أنها ربما رُفضت من قِبل شركتي موزيلا وإبيك غيمز بسبب نشاطها النقابي أثناء عملها في شركة آبل. وقد قدّمت شكاوى إلى المجلس الوطني لعلاقات العمل ضد الشركتين.
وفي 22 تشرين الثاني 2023، وجّه المجلس الوطني لعلاقات العمل تهمة ضد شركة موزيلا بتهمة "الفشل في التوظيف" بحق سكارليت. واستند المدّعون إلى سلسلة من التغريدات التي نشرتها سكارليت خلال مقابلة التوظيف، وطالبوا الشركة إما بتوظيفها أو دفع تعويضات مالية لتغطية الأضرار التي لحقت بها و"إعادتها إلى وضعها السابق".
وذكر مكتب المستشار العام في القضية أن موزيلا رفضت توظيفها "لثني الموظفين عن الانخراط في أنشطة محمية" بموجب القانون.
وفي 14 كانون الثاني 2025، توصّلت شركة موزيلا إلى تسوية مع المجلس الوطني لعلاقات العمل. وافقت بموجبها على دفع مبلغ 300,000 دولار أمريكي كتعويض عن الأجور والمزايا الضائعة لصالح سكارليت، بالإضافة إلى نشر إشعار للموظفين يوضح تفاصيل التسوية وحقوقهم بموجب "قانون علاقات العمل الوطني"، مع تعهّد بعدم ممارسة أي أعمال انتقامية مستقبلاً.

### انتقادات برمجيات التعرّف على الوجوه
دعت سكارليت إلى إخضاع برمجيات التعرّف على الوجوه للمساءلة والتنظيم. في كانون الثاني 2022، نشرت سكارليت تغريدة تتضمن صورة اعتقد نظام التعرّف على الوجوه التابع لفيسبوك أنها تعود لها، لكنها في الحقيقة كانت صورة لجدّتها الكبرى الكبرى الكبرى، مشيرة إلى أن مثل هذه الحالات تُعدّ خطيرة ومنفّرة. وردّ أندرو بوسورث، المدير التقني لشركة ميتا، وجيروم بيسنتي، رئيس قسم الذكاء الاصطناعي في ميتا، على تغريدتها مؤكدين أن النظام قد تم إيقافه "منذ فترة"، وأنهم "لم يقوموا أبدًا بوضع علامات على أشخاص في صور عشوائية لأشخاص لا تربطهم بهم صلة".
وبعد شهر، تواصلت الصحفية رايتشل ميتز من شبكة سي إن إن مع سكارليت لمناقشة الموضوع، وأشارت إليها إلى موقع PimEyes، وهو موقع يستخدم برمجيات التعرّف على الوجوه ويتيح للمستخدمين البحث عبر الإنترنت عن صور تطابق الصورة المرفوعة. بدافع الفضول لمعرفة ما إذا كان الموقع سيعرض صورًا لأقاربها، وجدت سكارليت بعض صورها الشخصية، إضافة إلى صور لأشخاص يشبهونها مثل بريتني سبيرز وجيمي لين سبيرز، لكنها لم تجد أي صور لأقاربها.
إلا أن بعض الصور التي ظهرت لها كانت من حادثة تعود إلى عام 2005، حيث أُجبرت على أداء أفعال جنسية أمام الكاميرا. وعلى الرغم من موافقة الموقع على طلب إزالة هذه الصور، اكتشفت سكارليت وميتز أن الصور لم تُحذف فعليًا من الخدمة. فقامت سكارليت بتقديم شكاوى إلى مكتب المدّعي العام لولاية واشنطن في كانون الثاني 2023. ورغم قيام موقع PimEyes بإزالة أكثر من 400 صورة مطابقة، إلا أن البحث كان لا يزال يظهر صورًا لها على الموقع.
وكشفت تحقيقات برنامج فايس نيوز تونايت أن الاستخدام الأساسي لموقع PimEyes هو التتبّع والتجسّس، محذّرين من أن هذه التكنولوجيا قد تُنهي الخصوصية بالكامل. وقد أثارت تجربة سكارليت مع برمجيات التعرّف على الوجوه تساؤلات حول الخصوصية والتحكم في ملامح الوجه الشخصية، حيث وصفت القفزة التكنولوجية من استخدام صورة وجه إلى الوصول إلى كل شيء عن شخص ما بأنها "أمور من عالم ستار تريك".

## منشورات مختارة
- Carlson، Gretchen؛ Roginsky، Julie؛ Scarlett، Cher (6 فبراير 2022). "Washington can be a leader on protecting sexual harassment, assault survivors". The Olympian. اطلع عليه بتاريخ 2022-06-07.
- Scarlett، Cher (12 مارس 2019). "Creating A Spotify-Powered App Using Nuxt.js". Smashing Magazine. مؤرشف من الأصل في 2025-06-22. اطلع عليه بتاريخ 2022-06-07.
- Scarlett، Cher (17 فبراير 2022). "A practical guide to mentoring (and being mentored)". Polywork. مؤرشف من الأصل في 2023-12-02. اطلع عليه بتاريخ 2022-06-07.

## تشريع

### حماية المبلغين عن المخالفات
في عام ٢٠٢١، قادت سكارليت جهودًا في ولاية واشنطن لإصلاح ممارسات سرية أصحاب العمل.  ضغطت من أجل تشريع في ولايتها واشنطن مشابه لقانون "لا مزيد من الصمت"، وهو مشروع قانون في كاليفورنيا يمنع أصحاب العمل من إسكات المبلغين عن المخالفات. بعد طلب المشورة من إيفيوما أوزوما ، موظفة سابقة في السياسة العامة في بينترست وقادت جهود المناصرة في كاليفورنيا،   عملت سكارليت مع السيناتور كارين كايزر وممثلة مجلس النواب ليز بيري على مشاريع قوانين في دورة المجلس التشريعي لولاية واشنطن لعام ٢٠٢٢.   شهدت سكارليت وتشيلسي جلاسون ، الموظفة السابقة في جوجل، دعماً لمشروع قانون مجلس النواب (HB 1795) الذي ألهمته،  والذي تم إقراره كقانون في 3 مارس 2022.   وقد دخل حيز التنفيذ مع التغطية بأثر رجعي اعتبارًا من 9 يونيو 2022.   وبفضل عملهما في إصلاح السرية، أصبح أوزوما وسكارليت رائدين في مجال المساءلة التقنية.  
التزمت شركة جوجل بحماية جميع الموظفين بموجب قانون Silenced No More بعد إقرار التشريع في واشنطن.  وأضافت شركة Apple اللغة إلى عقود توظيفها،  بعد رفضها القيام بذلك كجزء من اتفاقية فصل سكارليت. 

### شفافية الأجور
في عام ٢٠٢٢، ضغطت سكارليت من أجل مشروع قانون مجلس الشيوخ رقم ٥٧٦١، وهو مشروع قانون يُلزم أصحاب العمل الذين لديهم ١٥ موظفًا  أو أكثر بنشر معلومات الرواتب في إعلانات الوظائف، بما في ذلك عمليات النقل الداخلي للموظفين الحاليين. انتقلت سكارليت إلى مكان آخر أثناء عملها في شركة آبل، ولم تُجب على طلبات تعويضها الجديد حتى بعد انتقالها. أدلت سكارليت بشهادتها دعمًا لمشروع القانون في ١٦ فبراير ٢٠٢٢، وتحدثت عن إخفاء أجورها خلال مسيرتها المهنية لأن أصحاب عملها السابقين طلبوا منها معرفة توقعاتها للراتب، بدلًا من الإفصاح عن أجر الوظيفة. وقالت إن الفئات غير الممثلة تمثيلًا كافيًا غالبًا ما تكون غير قادرة على التفاوض، وأن "غطاء السرية" المحيط بالتعويضات يؤدي إلى فجوات في الأجور. أُقر مشروع القانون في ١ مارس ٢٠٢٢.    ويدخل حيز التنفيذ اعتبارًا من ١ يناير ٢٠٢٣. 

### خصوصية البيانات الصحية
في عام 2023، أدلت سكارليت بشهادتها لصالح قانون صحتي وبياناتي الذي رعته فاندانا سلاتر . يحظر مشروع القانون رقم 1155، الذي طلبه المدعي العام لولاية واشنطن، بوب فيرجسون ، جمع ومشاركة البيانات الصحية الرقمية، أو البيانات التي يمكن استخدامها لاستنتاج الحالة الصحية، دون موافقة. كما يحظر تحديد هوية المستهلكين أو تتبعهم حول خدمات الرعاية الصحية. وكان هذا أول قانون من نوعه في البلاد. وقالت سكارليت إن مشروع القانون قد ضعف بعد أن سمح تعديل للشركات بتتبع بيانات الموقع ضمن دائرة نصف قطرها 1750 قدمًا دون إذن.  وقَّع الحاكم على مشروع القانون في أبريل، ودخل حيز التنفيذ في 31 مارس 2024. 

## الحياة الشخصية
سكارليت تعاني من اضطراب ثنائي القطب من النوع الأول واضطراب فرط الحركة ونقص الانتباه .   
سكارليت نشطة على تويتر، حيث تُعرف بدفاعها عن المجموعات المهمشة . 

## روابط خارجية
- الموقع الرسمي
- وسائط متعلقة بـ شير سكارليت في كومنز.